# たなかゆり
たなか ゆりは、日本のシンガーソングライター。愛媛県宇和島市出身。

## 概要
大阪にてギター弾き語りシンガーソングライターとしての活動を開始。
2014年8月30日、大阪 FootRock&BEERS にて初ワンマンライブ『you Re:』を開催。
2017年4月22日、大阪・中津Vi-codeにてNEWCD「シンプル」リリースパーティ『Release！』を開催。

## 人物
好きな色＝緑・ピンク
好物＝トマト・チーズケーキ・エビ・オリーブオイル
その柔らかい温かな物腰から、ファンからは「ゆりねえ」「ねえやん」と呼ばれている。
生まれ育った愛媛県宇和島市をこよなく愛し、念願の凱旋ライヴを西予市・ギャラリー喫茶 池田屋で行った。
歌謡曲をこよなく愛し、火曜サスペンスドラマの主題歌のような曲を作りたいと「19時のシンデレラ」を作り、ファンからも愛される代表曲になっている。

## CD
- 君へ（販売終了）
- 緑の傘
- シンプル